# آبراهام والنتاین ویلیامز جکسون
آبراهام والنتاین ویلیامز جکسون (به انگلیسی: Abraham Valentine Williams Jackson)(زادهٔ ۱۸۶۲- مرگ ۱۹۳۷) متخصص آمریکایی زبان‌های هندواروپایی بود. وی که زادهٔ شهر نیویورک بود دارای دکترای فلسفه و حقوق و متون انسانی بود. او دانش‌آموختهٔ دانشگاه کلمبیا بود. دستور زبان اوستایی را از متون ترکی و آشوری برگرداند و تدوین کرد همچنان اصلی‌ترین کاری‌است که در این زمینه انجام پذیرفته‌است.واژه"آریان" ابداع ایشان بوده و آن را برای اولین بار در جهان بکار برده است. از و به عنوان نخستین ایران‌شناس بزرگ آکادمیک آمریکایی یاد شده‌است.
میان سال‌های ۱۹۰۱–۱۹۱۸ به کشورهای هندوستان، ایران و آسیای مرکزی سفر کرد. وی تاریخ ایران را تصحیح کرد.

## آثار
اثرهای زیر از اوست:
- سرودهٔ زرتشت (۱۸۸۸)[۱]
- دستور زبان اوستایی هم سنجی‌شده با سانسکریت (۱۸۹۲)[۲]
- بازخوانی اوستا (۱۸۹۳)[۳]
- زرتشت، پیامبر ایران باستان (۱۸۹۸)[۴]
- دین ایرانی (۱۹۰۰)[۵]
- از قسطنطنیه تا میهن عمر خیام (۱۹۱۱)[۶]
- فهرست نسخه‌های خطی ایرانی پیشکش شده به موزهٔ متروپولیتن (۱۹۱۴)[۷]
- چامه‌سرایی آغازین ایرانی (۱۹۲۰)[۸]

## نگارخانه
نمونه‌هایی از طراحی‌های آبراهام والنتاین ویلیامز جکسون از شهرها ،  بناهای تاریخی و مردمان ایران
- روی جلد کتاب از قسطنطنیه تا میهن عمر خیام

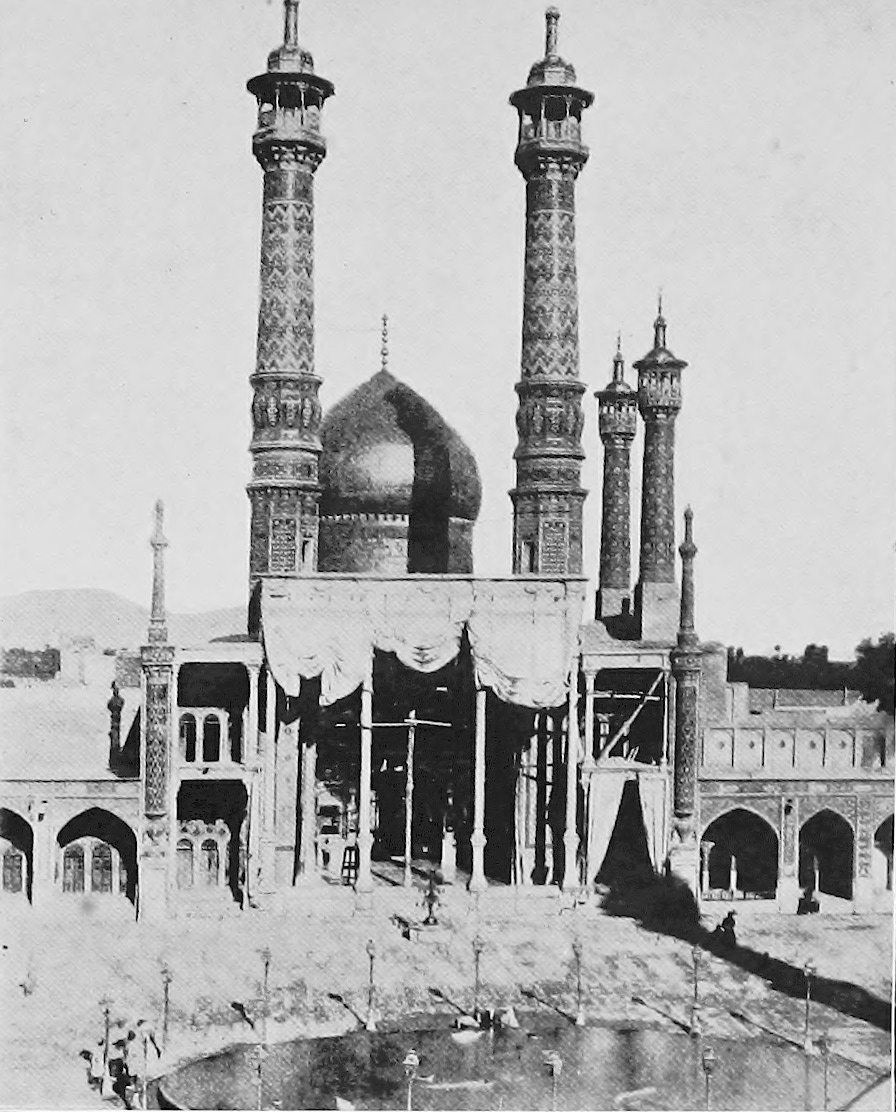
حرم فاطمه معصومه
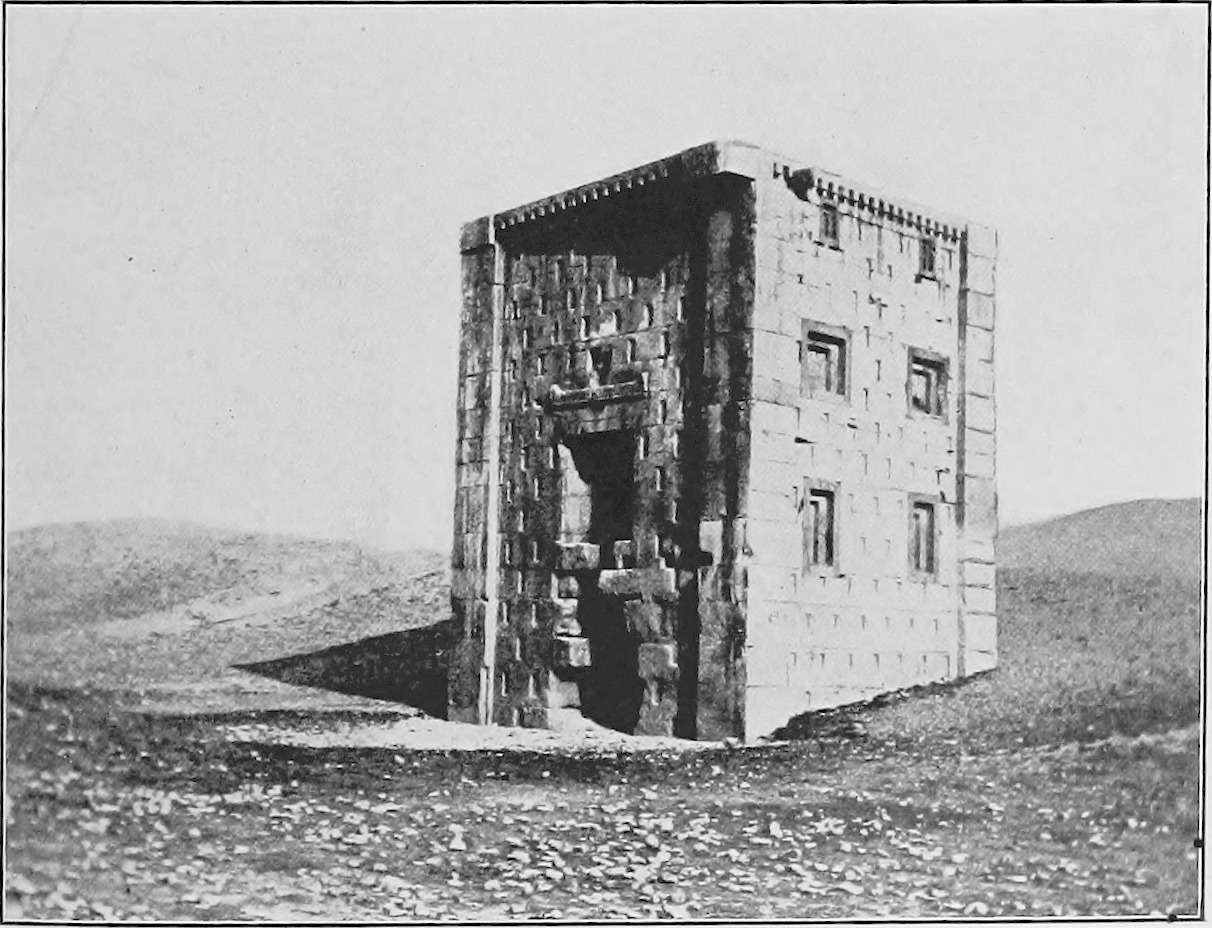
کعبه زرتشت
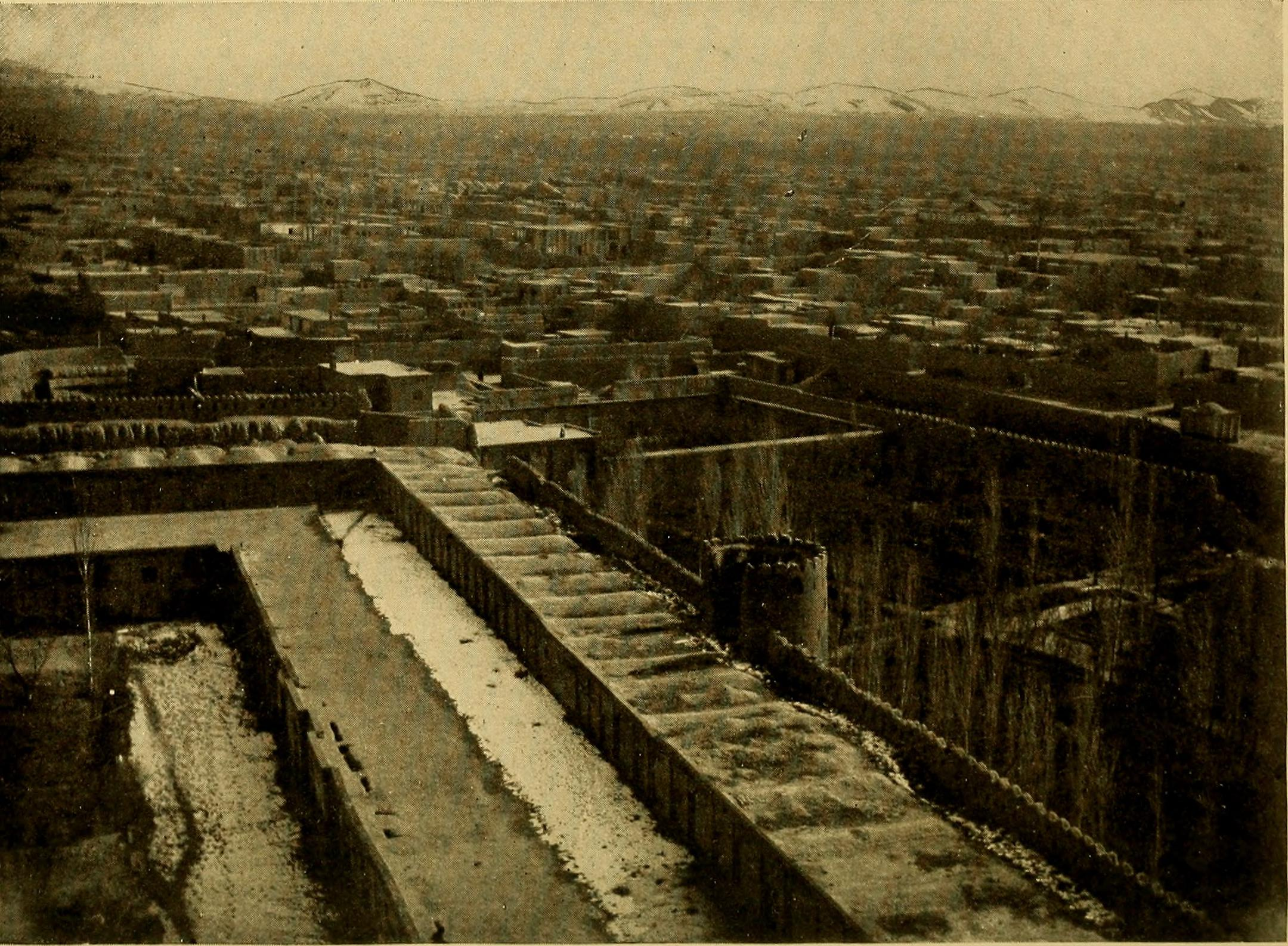
نمایی از تبریز
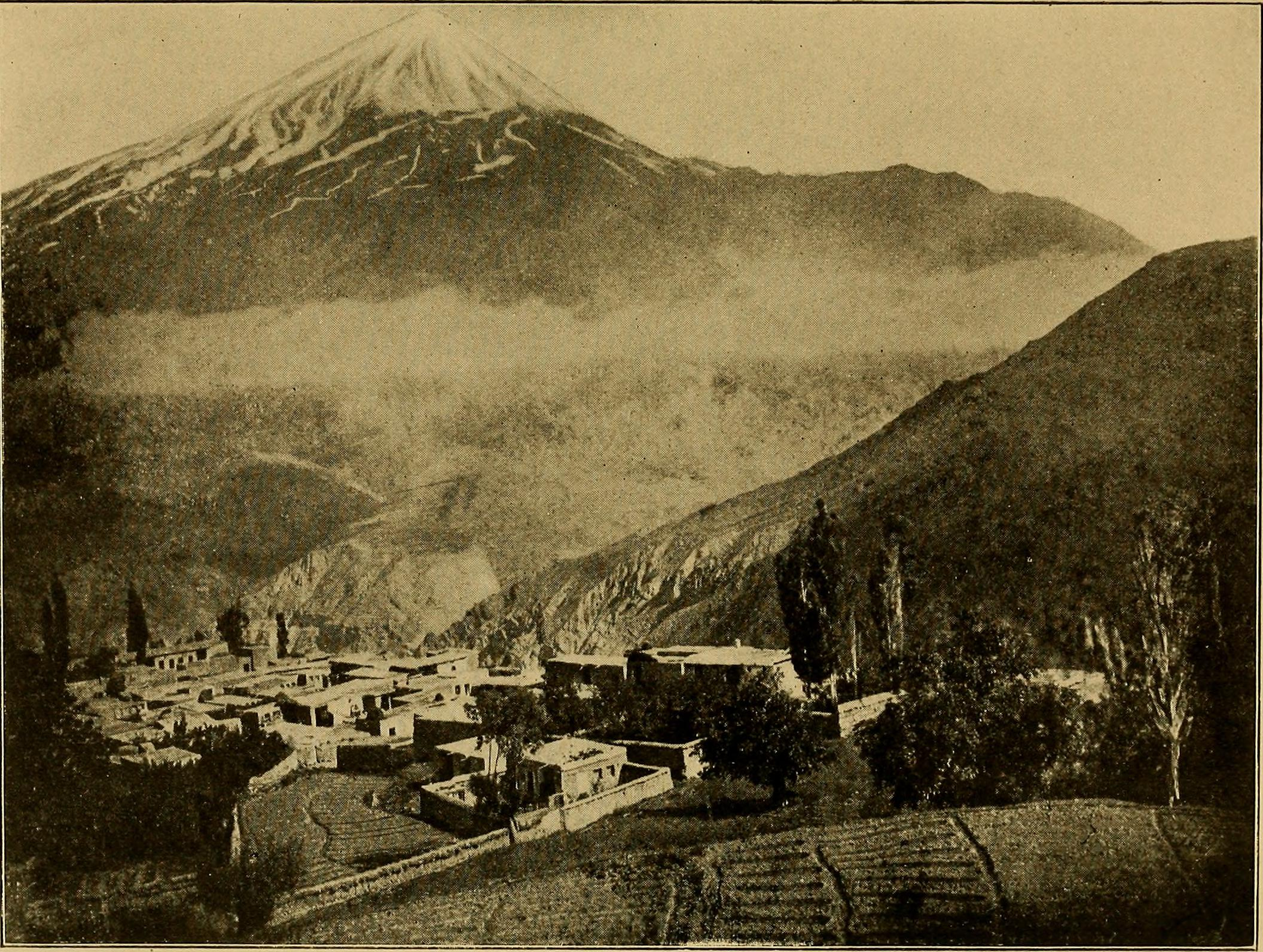
نمایی از دماوند
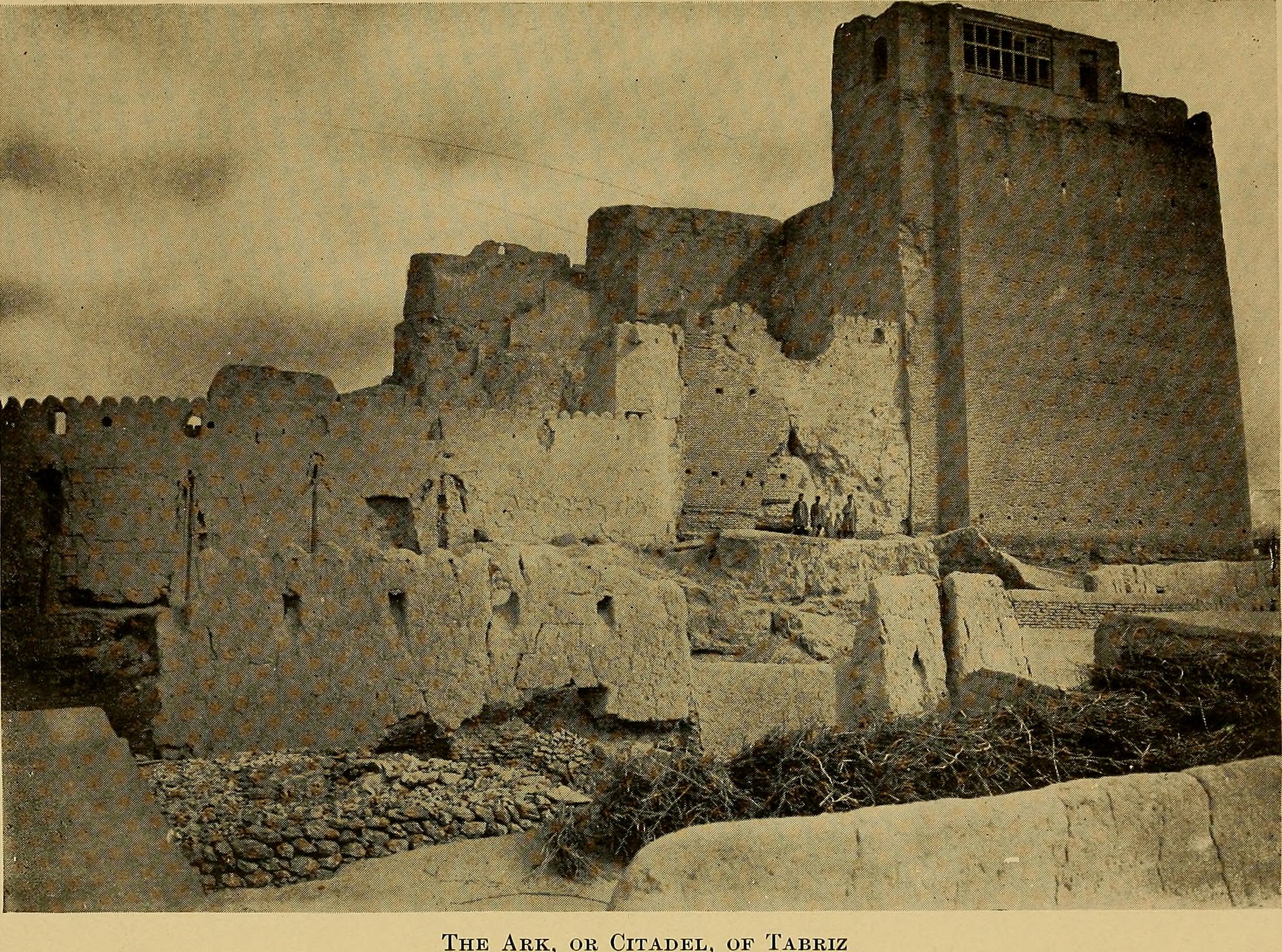
ارگ تبریز
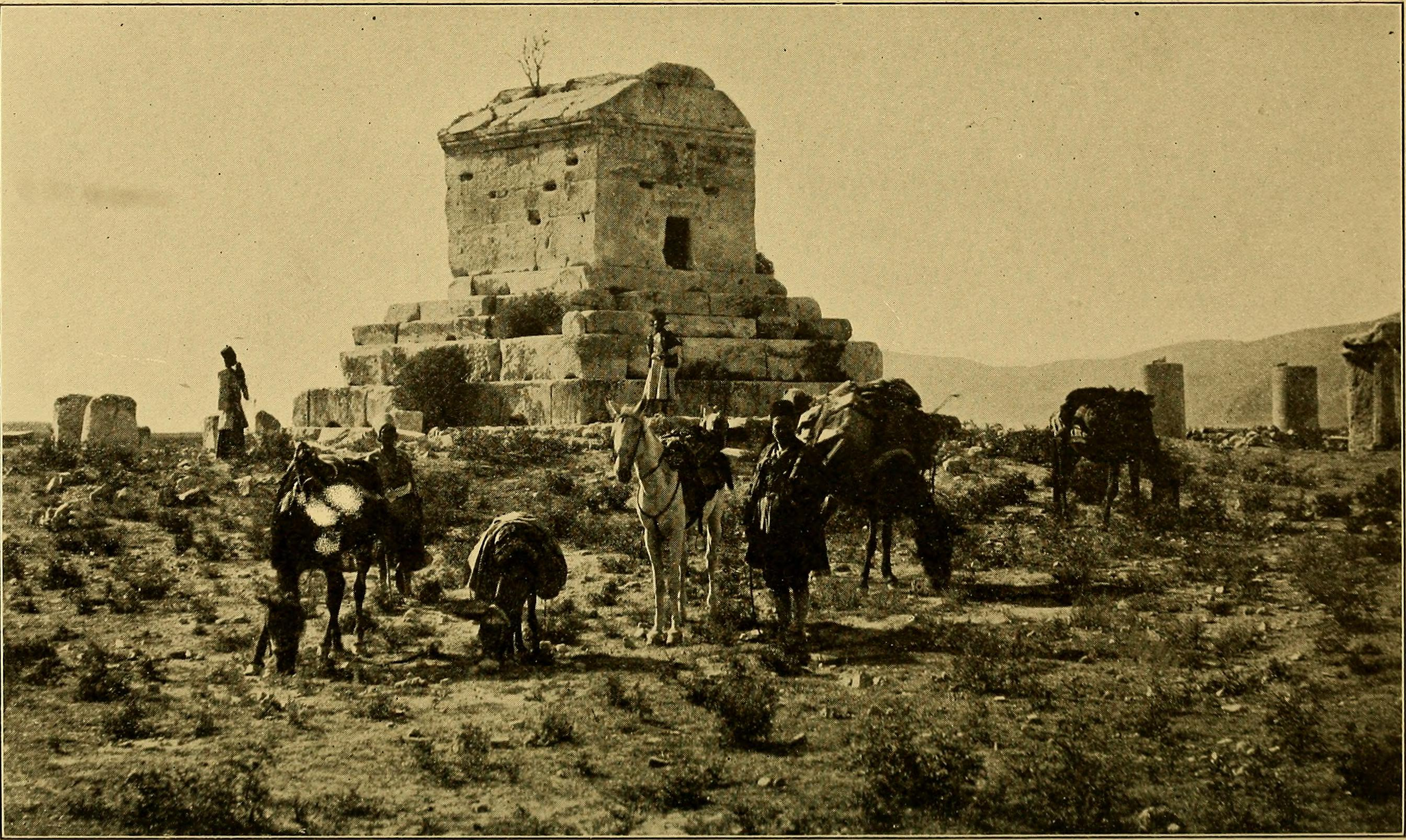
مقبره کوروش
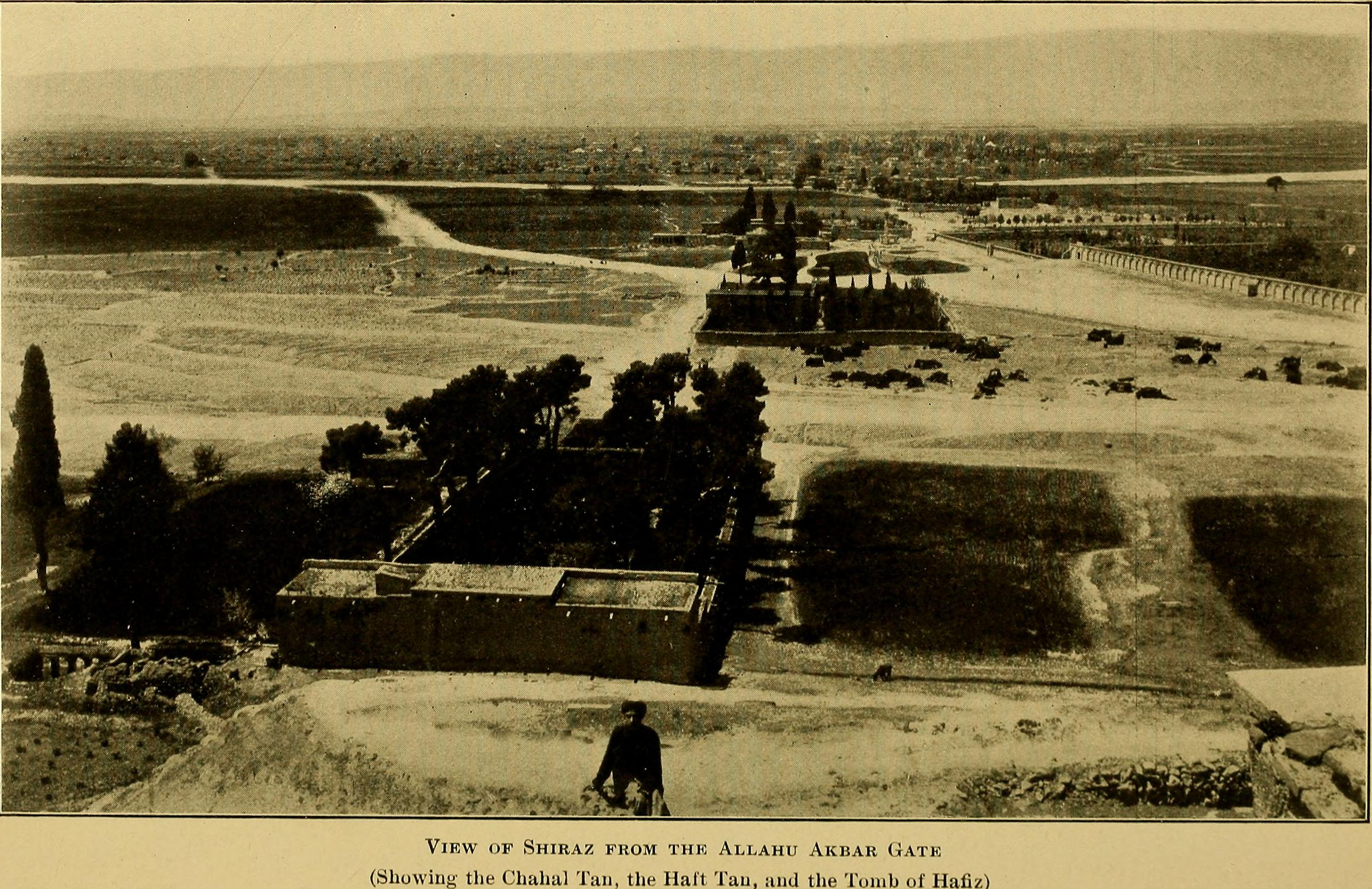
نمایی از شیراز از جهت تنگ الله اکبر
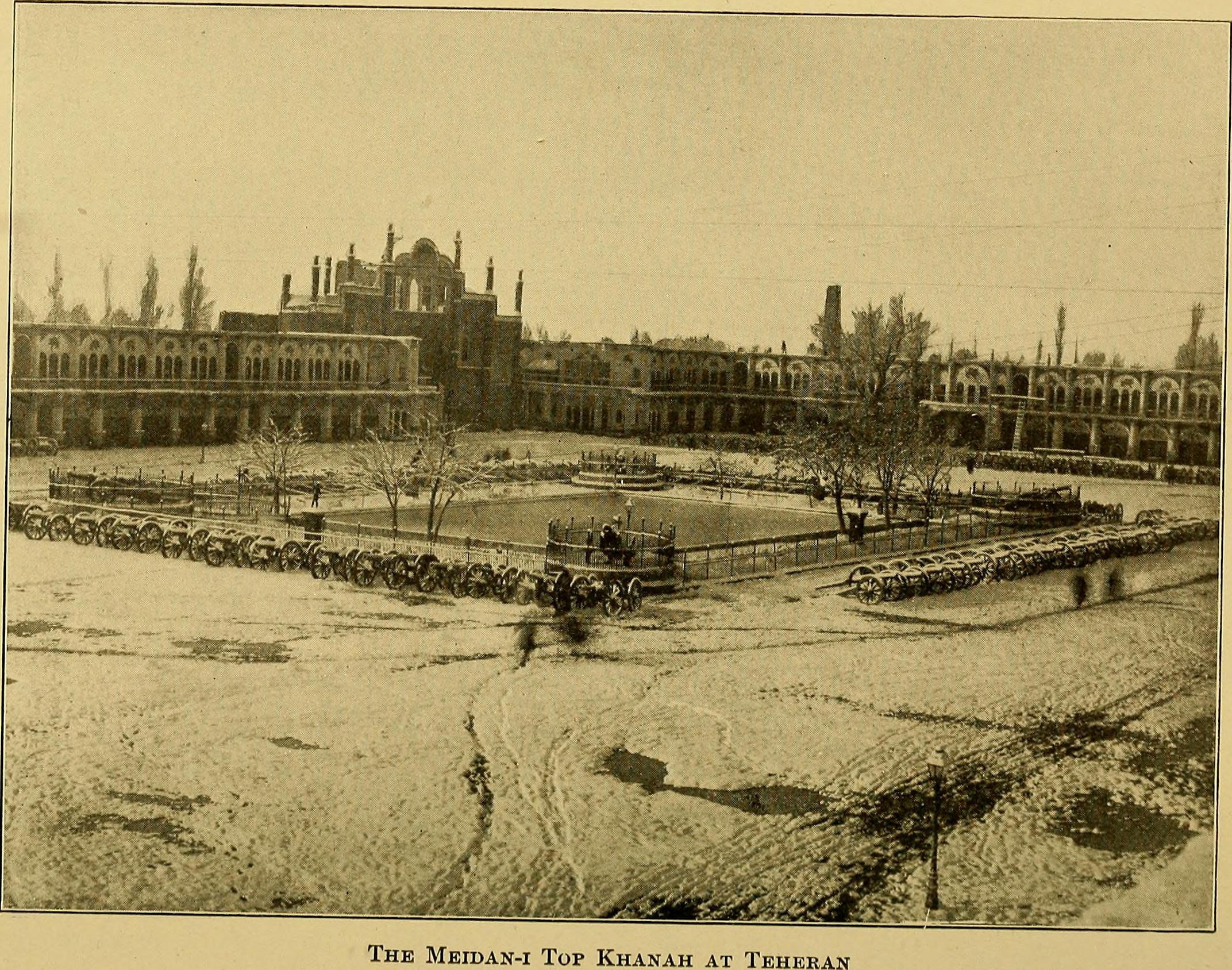
میدان توپخانه
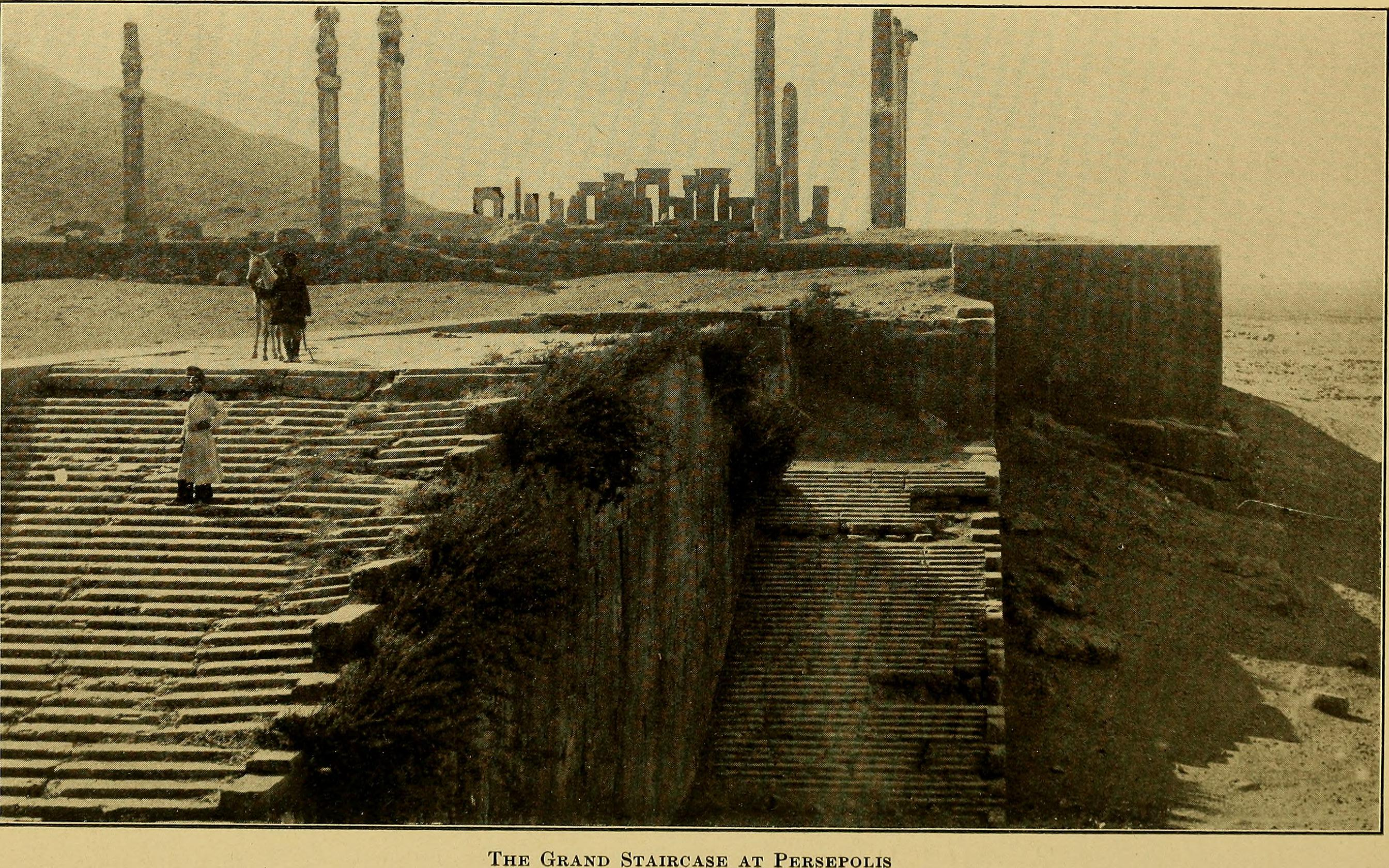
تخت جمشید